# أبو الفضل بهادراني
ابوالفضل بهادراني (23 أغسطس 1978 إيران إيران - ) هو لاعب كرة قدم إيراني يلعب كحارس مرمى.

## روابط خارجية
- ابوالفضل بهادراني على موقع قاعدة بيانات كرة القدم.إي يو (الإنجليزية)
- ابوالفضل بهادراني على موقع Soccerway.com (الإنجليزية)